# Hidroelektrarna Rosegg-St. Jakob
Hidroelektrarna Rosegg-St. Jakob (izvirno nemško Kraftwerk Rosegg-St. Jakob) je ena izmed hidroelektrarn v Avstriji; leži na reki Dravi. Spada pod podjetje Verbund Austrian Hydro Power.

## Zgodovina
Hidroelektrarno so začeli graditi leta 1970. Gradnja je bila končana leta 1974. 
Moč elektrarne je 80 MW in na leto proizvede 338,0 milijona kWh.